# دانشنامه هولوکاست

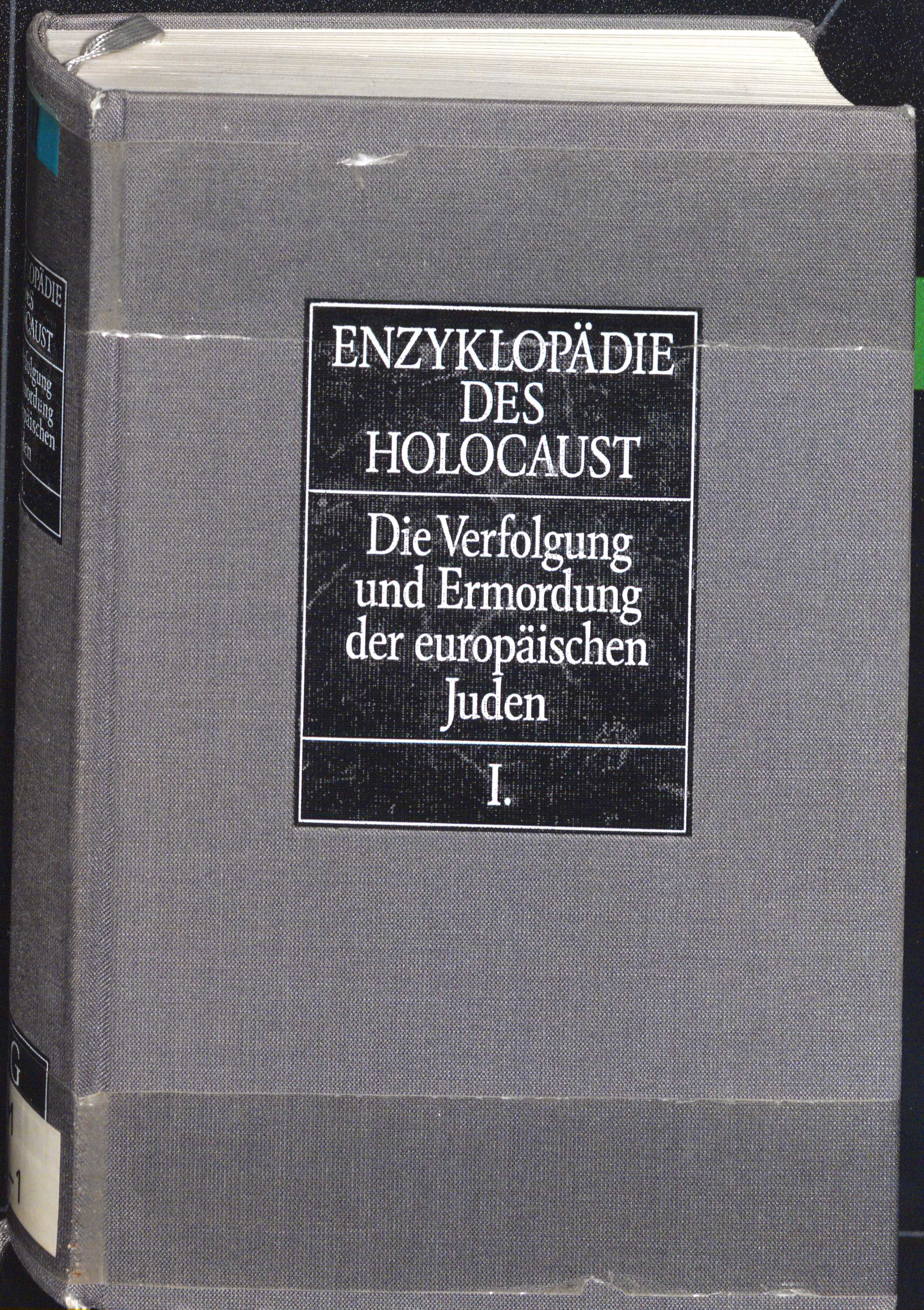
جلد ۱ (بند ۱)

دانشنامه هولوکاست (۱۹۹۰) معروفترین کتاب مرجع دربارهٔ هولوکاست است. این اثر همزمان به زبان انگلیسی و عبری توسط انتشارات مک میلان و ید وشم، مسئول بزرگداشت هولوکاست در اسرائیل، چاپ شده‌است. همه هیئت تحریریه در این دانشنامه از استادان سرشناس علمی و دانشگاهی هستند. اگر چه این دانشنامه به زبانی ساده نگاشته شده و حتی تصاویر آزاردهنده ندارد تا به راحتی قابل استفاده باشد، اما گفته می‌شود که استفاده از آن برای نوجوانان مقاطع تحصیلی کمتر از دوره دبیرستان مناسب نیست.
این دانشنامه توانست مدال انجمن کتابخانه‌های دارتموث آمریکا را از آن خود کند.

## عناوین این دانشنامه
- نگاهی کلی به هولوکاست نوشته الی ویزل
- واژه‌نامه
- روزشمار
- نقشه‌ها، تصاویر، عکس
- افراد معروف
- مکان‌های معروف (از جمله اردوگاه‌های کار اجباری در گتوها و مراکز کشتار)
- جنبش‌های سیاسی و جنبش‌های مقاومت
- سازمان‌های اصلی یهودی در آلمان ۱۸۹۳–۱۹۴۳
- ساختار واحدهای سیار کشتار
- نتایج دادگاه نورنبرگ
- دادرسی‌های بعدی نورنبرگ
- نتایج دادگاه‌های بریتانیا
- برآورد یهودی ضرر و زیان در هولوکاست

## هیئت تحریریه بین‌المللی
سردبیر:
- اسرائیل گوتمان، ید وشم؛ دانشگاه عبری اورشلیم

ویراستاران دیگر:
- اسحاق آرادید بیت‌المقدس
- یهودا بائر دانشگاه عبری اورشلیم
- راندولف ال براهام دانشگاه شهری نیویورک
- مارتین بروزات (۱۹۲۶–۱۹۸۹) دانشگاه مونیخ
- کریستوفر براونینگ دانشگاه کارولینای شمالی
- ریچار آی یراخیمل کوهنهای، دانشگاه عبری اورشلیم
- هنری ال فاینگولد دانشگاه شهری نیویورک
- سائول فریدلاندر، دانشگاه تل آویو
- مارتین گیلبرتهای دانشگاه لندن
- آندرئاس هیلگروبر (۱۹۲۵–۱۹۸۹) در دانشگاه کلن
- ابرهارد یکل، دانشگاه اشتوتگارت
- استیون کاتزهای دانشگاه بوستون، ایالات متحده
- شموئل رسمی ید وشم بیت‌المقدس
- اتو کبوتره کولکا دانشگاه عبری اورشلیم
- کبوتره لوینهای دانشگاه عبری اورشلیم
- چکسا مادازیک آکادمی علوم لهستانی‌های ورشو
- مایکل ماروس دانشگاه تورنتو
- گیورگی رانکی مجاری فرهنگستان علوم بوداپست
- یهودا راینهارز کالج دانشگاه، ایالات متحده آمریکا
- شموئل اسپکتور ید وشم بیت‌المقدس
- جرزی توماسوزسکی دانشگاه ورشو
- آهارون ویس ید وشم دانشگاه حیفا
- لنی یاهیل دانشگاه حیفا
- جفری ویگودر سردبیر نسخه انگلیسی.

## برای مطالعهٔ بیشتر
- Encyclopedia of the Holocaust, Israel Gutman, editor-in-chief. New York: Macmillan, 1990. 4 volumes. شابک ‎۰−۰۲−۸۹۶۰۹۰−۴.
- Ha-Entsiklopedya shel ha-Shoah (Hebrew: האנציקלופדיה של השואה), Israel Gutman, editor-in-chief. Jerusalem: Yad Vashem; Tel Aviv: Sifriat Poalim Publishing House, 1990. 6 volumes. شابک ‎۹۶۵−۰۴−۲۰۸۵−۱